# Muqrin bin Abdulaziz
Muqrin bin Abdulaziz Al Saud (tiếng Ả Rập: مقرن بن عبدالعزيز آل سعود; sinh ngày 15 tháng 9 năm 1945) là một thành viên của nhà Saud, là Thái tử Saudi Arabia từ tháng 1 đến tháng 4 năm 2015. Ông là Tổng giám đốc của Al Mukhabarat Al A'amah (Cơ quan tình báo Ả Rập Xê Út) từ năm 2005 đến 2012. Vào tháng 7 năm 2012, Muqrin được bổ nhiệm làm Cố vấn và Đặc phái viên của Vua Abdullah với chức vụ bộ trưởng. Vào ngày 1 tháng 2 năm 2013, Quốc vương Abdullah đã bổ nhiệm ông làm Phó Thủ tướng thứ hai, là hoàng gia Ả Rập thứ năm giữ chức vụ này. Chức vụ trước đây được nắm giữ bởi Vua Fahd, Quốc vương Abdullah, Thái tử Sultan và Thái tử Nayef. Vào ngày 27 tháng 3 năm 2014, ông được phong là Phó Thái tử, đứng thứ hai trong hàng ngũ kế vị sau anh trai Salman bin Abdulaziz Al Saud. Vào ngày 23 tháng 1 năm 2015, sau khi Vua Abdullah qua đời và gia nhập Vua Salman, Muqrin trở thành Thái tử và Phó Thủ tướng thứ nhất. Chỉ ba tháng sau, vào ngày 29 tháng 4 năm 2015, Vua Salman đã thay thế Hoàng tử Muqrin bằng Hoàng tử Muhammad bin Nayef làm Thái tử.

## Tiểu sử
Muqrin bin Abdulaziz sinh ở Riyadh ngày 15 tháng 9 năm 1945, hoặc năm 1943. Anh ta là người thứ 35 và, sau cái chết của em trai cùng cha khác mẹ Hamoud năm 1994, con trai út còn sống của Ibn Saud. Thân mẫu của ông, Baraka Al Yamaniyah, là một người Yemen và là cung phi của Ibn Saud.